# Mustafa Muhammad Sadik
Mustafa Muhammad Sadik (arab. مصطفى محمد صادق; ur. 24 sierpnia 1995) – egipski zapaśnik walczący w stylu klasycznym. Złoty medalista mistrzostw Afryki w 2014 i 2015. Mistrz arabski w 2014. Mistrz Afryki juniorów w 2010.